# Герб Котельви
Герб Котельви затверджений рішенням сесії селищної ради.

## Опис герба
У щиті, скошеному чотиридільно зеленим, червоним, золотим і зеленим, два срібних вписаних списи в косий хрест, з прапорцями, золотим в червоному і червоними в золотому. У зелених частинах по одній золотій восьмипроменевій зірці. Поверх усього щиток: в лазуровому полі зі срібною облямівкою золота літера "К". Щит вписаний в золотий декоративний картуш і увінчаний срібною міською короною.